# Araquem de Melo
Edemil Araquem José de Melo, plus connu sous le nom de Arakem de Melo, né le 7 juillet 1944 à Rio de Janeiro au Brésil et mort le 19 octobre 2001 au Venezuela, est un joueur de football brésilien.